# Condado de Washita
El condado de Washita (en inglés: Washita County), fundado en 1897, es un condado del estado estadounidense de Oklahoma. En el año 2000 tenía una población de 11.508 habitantes con una densidad poblacional de 4 personas por km². La sede del condado es New Cordell.

## Geografía
Según la Oficina del Censo, el condado tiene un área total de 2613 km² (1008,9 mi²), de la cual 2599 km² (1003,5 mi²) es tierra y 14 km² (5,4 mi²) es agua.

## Demografía
En fecha censo de 2000, había 11.508 personas, 4.506 hogares, y 3.266 familias que residían en el condado.
En el 2000 la renta per cápita promedia del condado era de $ 29,563 y el ingreso promedio para una familia era de $35,598. El ingreso per cápita para el condado era de $15,528. En 2000 los hombres tenían un ingreso per cápita de $25,668 frente a $17,741 para las mujeres. Alrededor del 15.50% de la población estaba bajo el umbral de pobreza nacional.

## Condados adyacentes
- Condado de Custer (norte)
- Condado de Caddo (este)
- Condado de Kiowa (sur)
- Condado de Beckham (oeste)

## Ciudades y pueblos
- Bessie
- Burns Flat
- Canute
- Cloud Chief
- Colony
- Corn
- Dill City
- Foss
- New Cordell
- Rocky
- Sentinel